# Bride
I Bride sono un gruppo christian metal/rock formato negli inizi degli anni ottanta dai fratelli Dale e Troy Thompson. Nonostante le tante critiche ricevute a causa dei grandi cambiamenti di sound avvenuti durante gli anni, la band è rimasta abbastanza popolare in paesi come Brasile e Stati Uniti. Successivamente hanno pubblicato altri quattro demo.

## Storia del gruppo
Il gruppo è nato negli anni ottanta a Louisville con il nome di Matrix; i due fratelli Thompson hanno incominciato subito a scrivere e registrare nuove canzoni pubblicando poi un demo nel 1983.
Nel 1986 aprirono un concerto in Pennsylvania per la famosa band christian metal Daniel Band; qui, vennero notati da un agente della Refuge Records, per la quale decisero di firmare.
Il gruppo allora, formato dal chitarrista Steve Osborne, il bassista Scott Hall e il batterista Stephen Rolland, ha cambiato ufficialmente nome in Bride, registrando tra il 1986 e 1988 i due album Show No Mercy e Live to Die.
Dopo altri cambi di formazione, nel 1989 hanno pubblicato un nuovo album Silence is Madness, a cui seguì nel 1990 la raccolta End of the Age, che ruppe definitivamente il contratto con la Refuge.
Le dipartite del gruppo e i continui cambi di line-up continuarono fino al 1999. Con i fratelli Thompson ora ci sono il bassista Lawrence Bishop e il batterista Michael Loy. Nel 2001 venne pubblicato Fistful of Bees e nel 2003 il loro album più recente, cioè This Is It.

## Formazione

### Formazione attuale
- Dale Thompson - voce
- Troy Thompson - chitarra
- Lawrence Bishop - basso (1999 -)
- Michael Loy - batteria (1999 -)

### Ex componenti
- Steve Osborne - chitarra (1986 - 1989)
- Scott Hall - basso (1986 - 1990)
- Rick Foley - basso (1991 - 1994)
- Steve Curtsinger - basso (1995 - 1998)
- Stephen Rolland - batteria (1986 - 1990)
- Jerry McBroom - batteria (1991 - 1998)

## Discografia
- 1986 - Show No Mercy
- 1988 - Live to Die
- 1989 - Silence Is Madness
- 1992 - Kinetic Faith
- 1992 - Snakes in the Playground
- 1993 - December
- 1993 - End of the Age
- 1994 - Scarecrow Messiah
- 1995 - Drop
- 1997 - The Jesus Experience
- 1998 - Oddities
- 1999 - Bride Live! Volume I
- 2000 - Best of Bride
- 2001 - Fist Full of Bees
- 2002 - This Is It
- 2006 - Skin for Skin
- 2020 - Here is Your God

Altre pubblicazioni
- I Predict a Clone (1994, tributo a Steve Taylor)